# تاریخ نمایش
نمایش در فرهنگ بشری تاریخی دیرینه دارد. اینجا نمایش در سرزمین‌های گوناگون بررسی می‌شود.